# Типография в Чуфут-Кале
Типография в Чуфут-Кале — караимская типография в Чуфут-Кале, Крым.

## История
В 1731 году караимский лидер Исаак бен Моше Челеби-Синани открыл в Чуфут-Кале, в то время неофициальной столице караимов, первую караимскую типографию. В 1734 году издана первая в Крымском ханстве печатная книга «Мекаббеч нидхе Йисраэль» («Собрание рассеянного Израиля»). Благодаря такому решению караимы стали главными двигателями культуры и прогресса на полуострове. Располагалась типография в доме Исаака Челеби-Синани, через дорогу на северо-восток от большой кенассы. Археологом М. Я. Чорефом под обрывом в этом районе были найдены литеры металлического наборного шрифта. Также в 1734 году стараниями крымчака Моше Кокоза здесь был издан молитвенник «по порядку, принятому в обществах Кефе, Карасу и их окрестностях в земле Крым». После 1741 года история типографии прерывается.
Возобновление деятельности типографии было предпринято в 1804 году по инициативе газзана Исаака бен Шеломо. Руководил типографией предводитель караимов и бывший ханский вельможа Вениамин Ага. В 1805—1809 годах типографией был издан четырёхтомный молитвенник и первый печатный караимский календарь на 1807—1840 годы.
С открытием Типографии Тришкана основное оборудование, вероятно, было вывезено в новую типографию, старая была закрыта.